# Sophronitis longipes
Sophronitis longipes là một loài lan đặc hữu của đông nam Brasil (Serra do Cipó).